# Pouy (Hautes-Pyrénées)
Pouy is een gemeente in het Franse departement Hautes-Pyrénées (regio Occitanie) en telt 36 inwoners (2009). De plaats maakt deel uit van het arrondissement Tarbes.

## Geografie
De oppervlakte van Pouy bedraagt 1,9 km², de bevolkingsdichtheid is dus 18,9 inwoners per km².

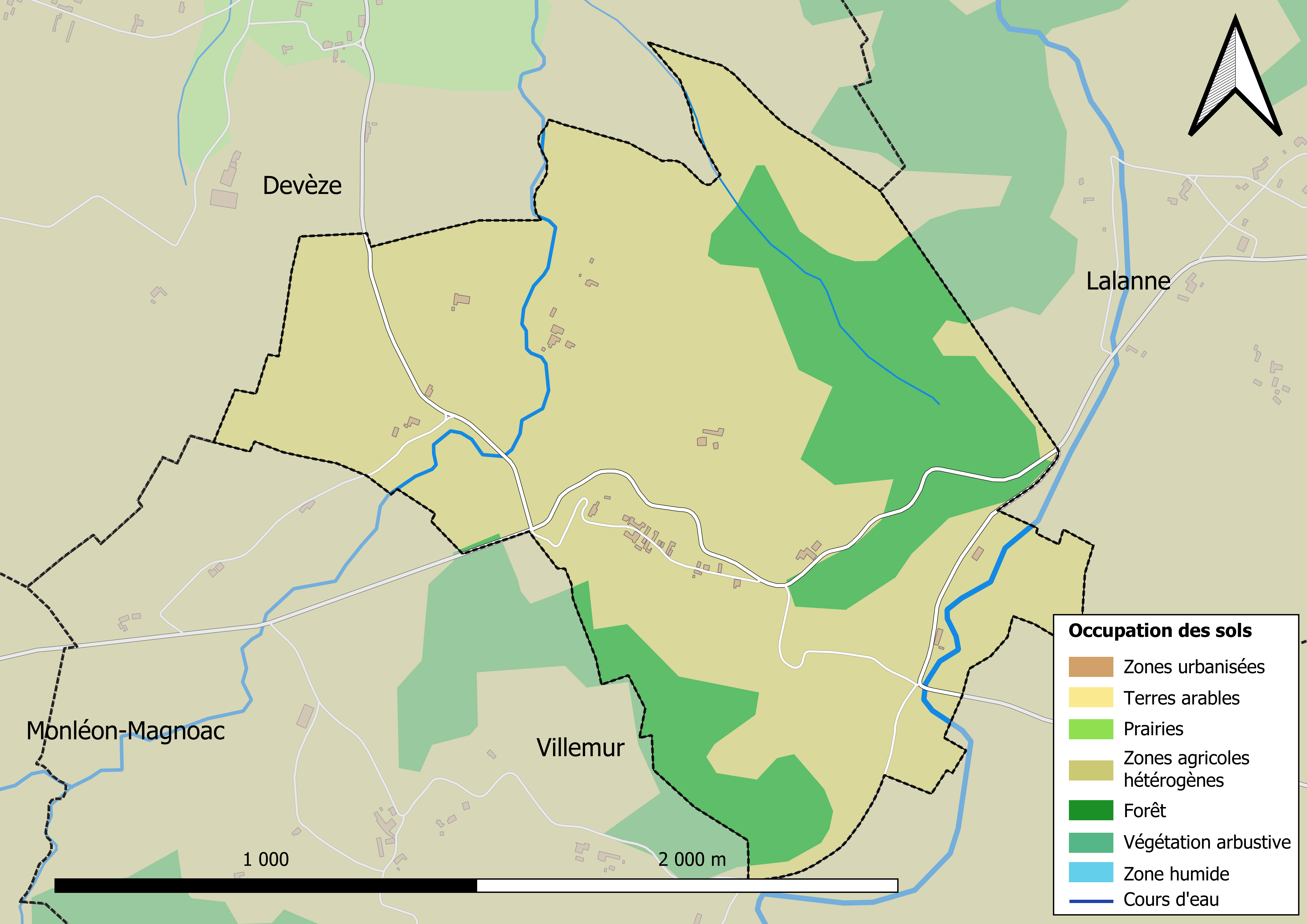
Kaart van de gemeente met belangrijkste infrastructuur, bodemgebruik en omliggende gemeenten

## Demografie
Onderstaande figuur toont het verloop van het inwonertal (bron: INSEE-tellingen).